# How Soon Is Now?
How Soon Is Now? – singel brytyjskiego zespołu The Smiths grającego rock alternatywny. Napisana została przez członków The Smiths - Morrisseya oraz gitarzystę Johnny'ego Marra. Pierwotnie wydany na stronie B wraz z inną piosenką: "William, It Was Really Nothing" (1984). "How Soon is Now?" został również wydany na kompilacji albumu Hatful of Hollow oraz na amerykańskiej, kanadyjskiej, australijskiej i brytyjskiej edycji drugiego albumu zespołu: Meat Is Murder (1985).
Cover utworu śpiewany przez Love Spit Love został użyty w ścieżce dźwiękowej do filmu Szkoła czarownic z 1996 roku oraz później jako piosenka tytułowa w serialu Czarodziejki we wszystkich ośmiu sezonach. Utwór na krótko pojawił się w 4 odcinku programu BBC Inside the Human Body.

## Covery
"How Soon Is Now?" był wykonywany przez wielu artystów z aprobatą The Smiths.

### Love Spit Love
Piosenka wykonana przez Love Spit Love została użyta w ścieżce dźwiękowej do filmu Szkoła czarownic przedstawiającego losu grupy młodych dziewczyn, które odkrywają swoje zdolności. Użyty został również w czołówce serialu Czarodziejki we wszystkich ośmiu sezonach. Utwór znalazł się również w ścieżce dźwiękowej serialu: Charmed: The Soundtrack (2003) oraz jako bonus w drugim soundtracku Charmed: The Book of Shadows (2005). 

### Snake River Conspiracy
Utwór wykonała również grupa Snake River Conspiracy grająca rock alternatywny, który znalazł się na ich albumie Sonic Jihad.

## Wersja t.A.T.u.
"How Soon Is Now?" wykonał również rosyjski duet t.A.T.u. Piosenka była ostatnim singlem promującym album 200 km/h in the Wrong Lane. Klip do piosenki to zlepek różnych koncertów duetu, wystąpień na żywo przed publicznością oraz wizyt w studio nagraniowym.

### Show Me Love
Początkowo zamiast How Soon Is Now? utworem promującym album miało być Show Me Love, jednak ten singel z woli wytwórni Universal/Interscope nie został wypuszczony na rynek - wyjątkiem jest Polska, gdzie Show Me Love trafiło do mediów już na początku 2003 r., czyli przed podjęciem decyzji o zamianie. 

#### Lista utworów
Maxi singiel CD
1. "How Soon Is Now?" – 3:15
2. "Nie wier´, nie bojsia" (Eurovision 2003) – 3:02
3. "30 minut" (Remix) – 5:52
4. "Not Gonna Get Us" (Hardrum Remix) – 3:50

CD single
1. "How Soon Is Now?" – 3:15
2. "Ne Ver, Ne Boisia" (Eurovision 2003) – 3:02

CD3 (Pock-It)
1. "How Soon Is Now?" – 3:15
2. "Not Gonna Get Us" (HarDrum Remix) – 3:50

Singiel promo
1. "How Soon Is Now?" – 3:15
2. "How Soon Is Now?" (music video) – 3:15

Japoński singiel promo
1. "How Soon Is Now?" – 3:15
2. "Ya Soshla S Uma" – 3:34
3. "All the Things She Said" (Running and Spinning Remix) – 6:15

Hiszpański singiel promo
1. "How Soon Is Now?" – 3:15

### Notowania rosyjskiej wersji
| Główne listy                   | Pozycja |
| Australia                      | 37      |
| Austria                        | 37      |
| Belgia                         | 27      |
| Chile                          | 6       |
| Finlandia                      | 8       |
| Grecja - Top 20                | 7       |
| Holandia                       | 20      |
| Japonia - Tokio Hot 100        | 56      |
| Łotwa                          | 28      |
| Rosja                          | 10      |
| Niemcy                         | 33      |
| Szwecja                        | 10      |
| Szwajcaria                     | 21      |
| Pozostałe listy                |         |
| Chile - podsumowanie 2003 roku | 76      |